# خايمي سيرانو ألونسو
خايمي سيرانو ألونسو (بالإسبانية: Jaime Serrano Alonso)‏ (مواليد 30 أبريل 1979) هو سبّاح إسباني، مثّل بلاده في الألعاب البارالمبية الصيفية 2000.

## روابط خارجية
خايمي سيرانو ألونسو على موقع Paralympic.org (الإنجليزية)
- خايمي سيرانو ألونسو على موقع اللجنة البارالمبية الإسبانية (الإسبانية)